# Joséphine de Beauharnais

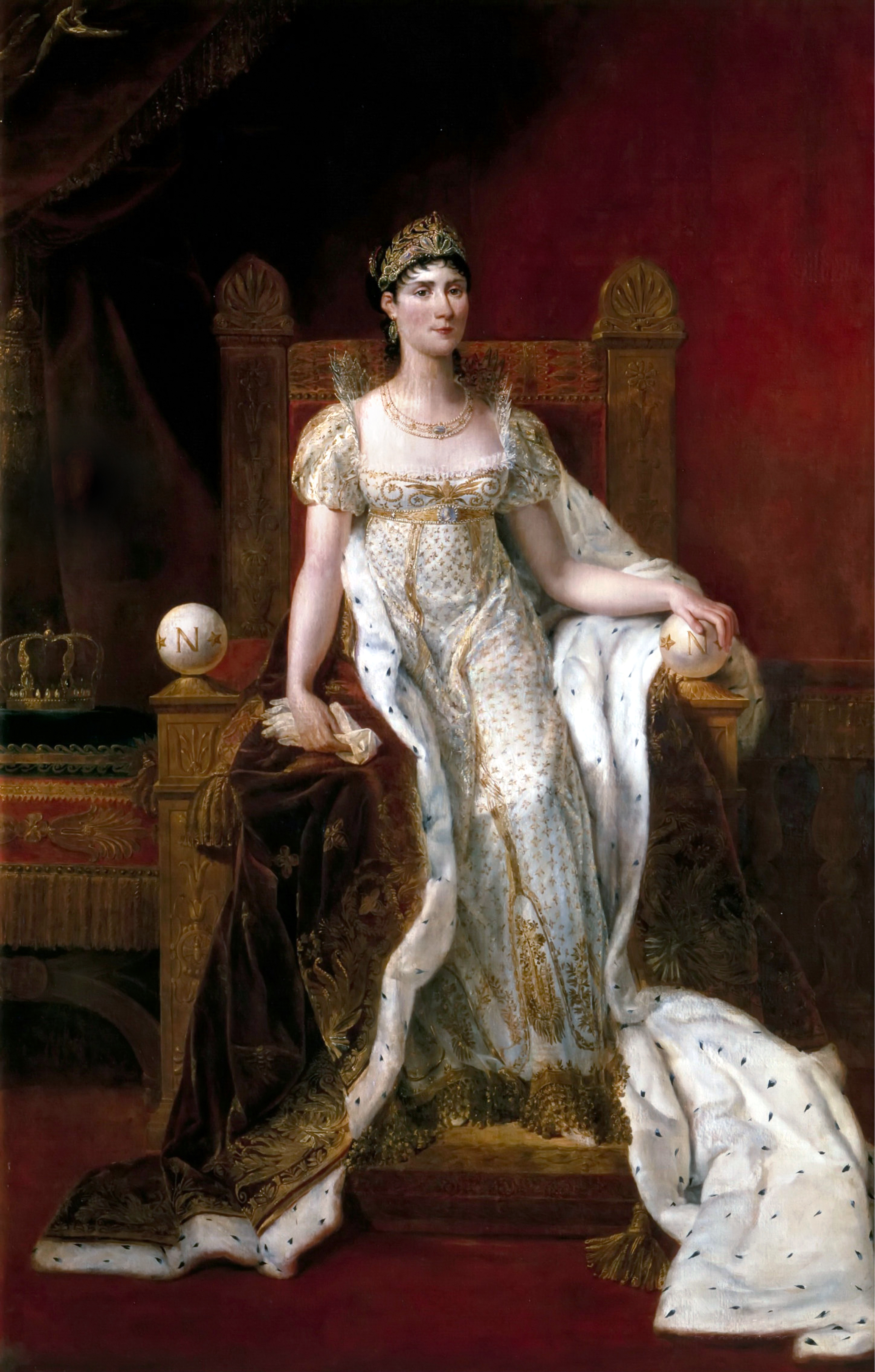
Joséphine de Beauharnais
(Gemälde von Guillaume Guillon-Lethière) 1807

Joséphine de Beauharnais (geborene Marie Josèphe Rose de Tascher de la Pagerie; * 23. Juni 1763 in Les Trois-Îlets auf Martinique; † 29. Mai 1814 in Rueil-Malmaison) war als Ehefrau Napoleons Kaiserin der Franzosen.

## Biographie

### Herkunft und Ehe mit Alexandre de Beauharnais
Nebenartikel → Die Plantage der Joséphine de Beauharnais
Marie Josèphe Rose de Tascher de la Pagerie (Joséphine war der Kosename Napoleons für sie) kam als zweite Tochter des Marineoffiziers Joseph-Gaspard de Tascher (1735–1790) und Rose-Claire des Vergers de Sannois (1736–1807) auf der elterlichen Zuckerrohrplantage La Pagerie auf Martinique zur Welt, wo sie in der Kirche Notre-Dame getauft wurde. Ab 1773 besuchte sie das Mädchenpensionat Dames de la Providence in Fort-Royal. Sie heiratete am 13. Dezember 1779 den französischen Armeeoffizier Alexandre, Vicomte de Beauharnais, der 1794 während der Terrorherrschaft der Französischen Revolution guillotiniert wurde. Die Ehe wurde von dessen Vater arrangiert, dem Gouverneur von Martinique, François de Beauharnais (1714–1800), der mit der Schwester ihres Vaters zusammenlebte. Eigentlich sollte Alexandre de Beauharnais Joséphines drei Jahre jüngere Schwester Catherine-Désirée Alexandre heiraten, doch sie starb an Tuberkulose, und die dritte Schwester, Marie Françoise, war erst elf Jahre alt. Nach einigem Zögern – mit 16 Jahren war ihm Joséphine zu alt – akzeptierte Beauharnais sie als Gemahlin. Das Paar hatte zwei Kinder, Eugène und Hortense. Durch die Tochter ihres Sohnes Eugène, des Herzogs von Leuchtenberg, Josephine von Leuchtenberg, Ehefrau von König Oskar I. von Schweden, zählt sie zu den Vorfahren der regierenden Dynastien in Belgien, Dänemark, Luxemburg, Liechtenstein, Norwegen und Schweden. Kinderlos blieb die Ehe ihres Enkels mit der Königin von Portugal.

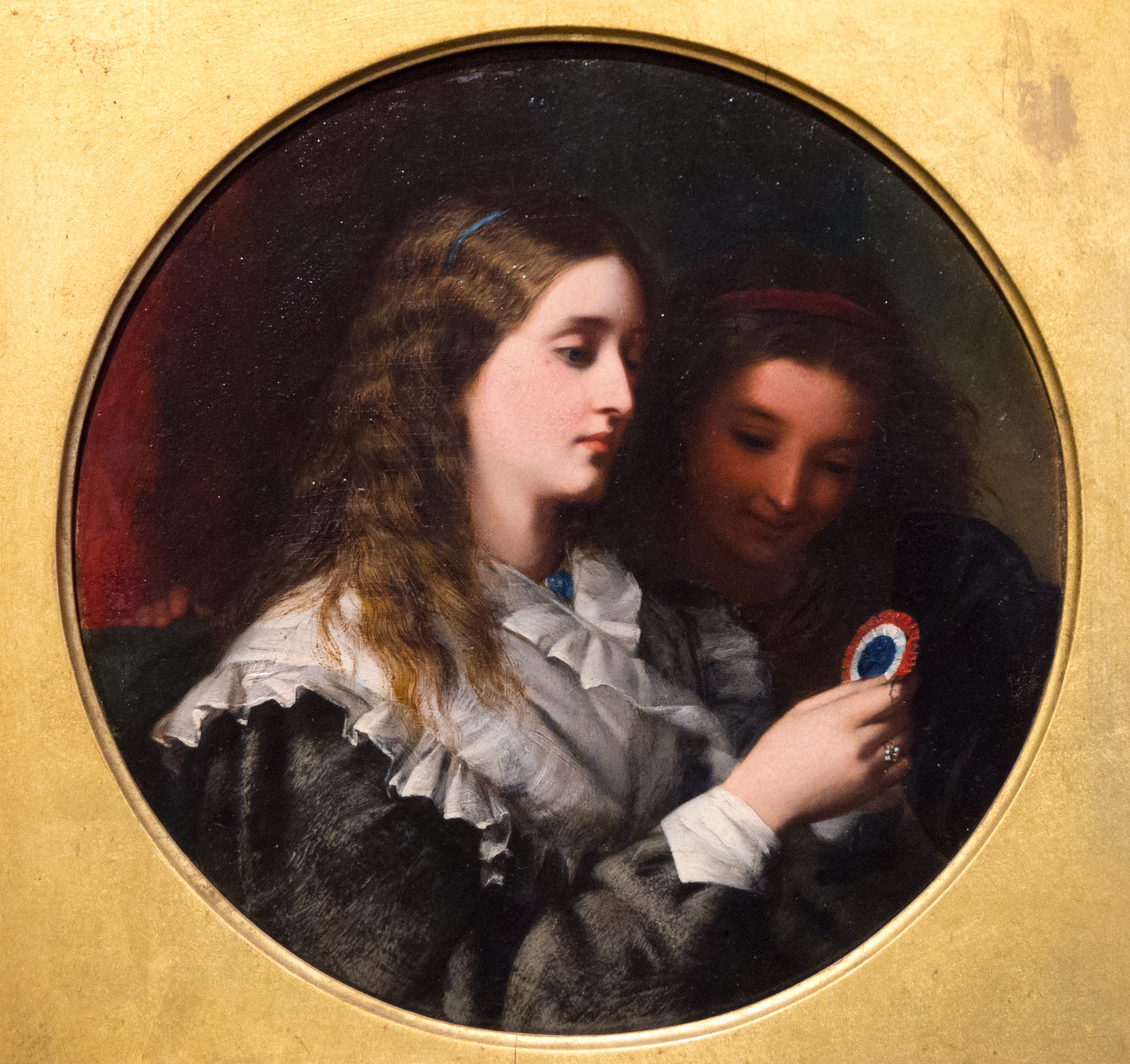
La Cocarde von William James Grant. Joséphine de Beauharnais und ihre Tochter Hortense, (Musée de la Révolution française).

Die Ehe verlief unglücklich. Es kam zu einer psychischen und physischen Entfremdung, die so weit ging, dass Alexandre Joséphine unterstellte, die gemeinsame Tochter sei ein Kuckuckskind. Dass er seine Frau in aller Öffentlichkeit als Hure bezeichnete, empörte auch seinen eigenen Vater, worauf dieser die junge Frau und die beiden Kinder in der Abtei Penthemont in Paris unterbrachte. Das Kloster nahm junge Mädchen und Damen der oberen Gesellschaft auf, die nicht bei ihren Familien leben konnten. Marie Josèphe Rose de Beauharnais wurde zur Grande Dame der Pariser Gesellschaft. 1785 beschloss das Ehepaar in beiderseitigem Einverständnis die Trennung, nachdem Alexandre ein volles Schuldeingeständnis zum Scheitern der Ehe vorbrachte. Alexandre hatte sich bei der am 4. Mai 1785 ausgesprochenen Scheidung verpflichten müssen, ihr 5000 und für jedes der beiden Kinder 1000 Livres zu zahlen. Seine einzige Bedingung war, das Sorgerecht für den gemeinsamen Sohn Eugène zu bekommen, sobald dieser sein fünftes Lebensjahr beginnen sollte. Den finanziellen Verpflichtungen kam Alexandre allerdings nicht immer nach. Dadurch war Joséphine, trotz eines offiziellen monatlichen Einkommens von 11.000 Livres, bei mehreren Gläubigern hoch verschuldet. Ihr Schwiegervater hatte ihr zusätzlich Gut Fontainebleau als Wohnsitz angeboten.
Sie kehrte für kurze Zeit in ihre Heimat zurück, um zu überprüfen, wie es zu den ausgebliebenen Einkünften der Plantagen kam. Als die Lage auf Martinique wegen der voranschreitenden Revolution immer gefährlicher wurde, reiste sie nach Frankreich zurück.
Nach der Hinrichtung ihres ehemaligen Gatten wurde Joséphine ebenfalls verhaftet und sollte vor dem Revolutionstribunal erscheinen, als am 9. Thermidor (27. Juli 1794) Robespierre und sein Regime gestürzt wurden. Auf Verwenden der als Notre-Dame de Thermidor bekannten Thérésia Cabarrus, der späteren Gattin Jean Lambert Talliens, die sie im Gefängnis kennengelernt hatte, wurde sie von Tallien befreit und erhielt durch ihn einen kleinen Teil ihrer konfiszierten Güter zurück.

### Ehe mit Napoleon (1796–1809)

#### Zeit des Direktoriums und des Konsulats (1796–1804)
Nebenartikel → Schloss Malmaison

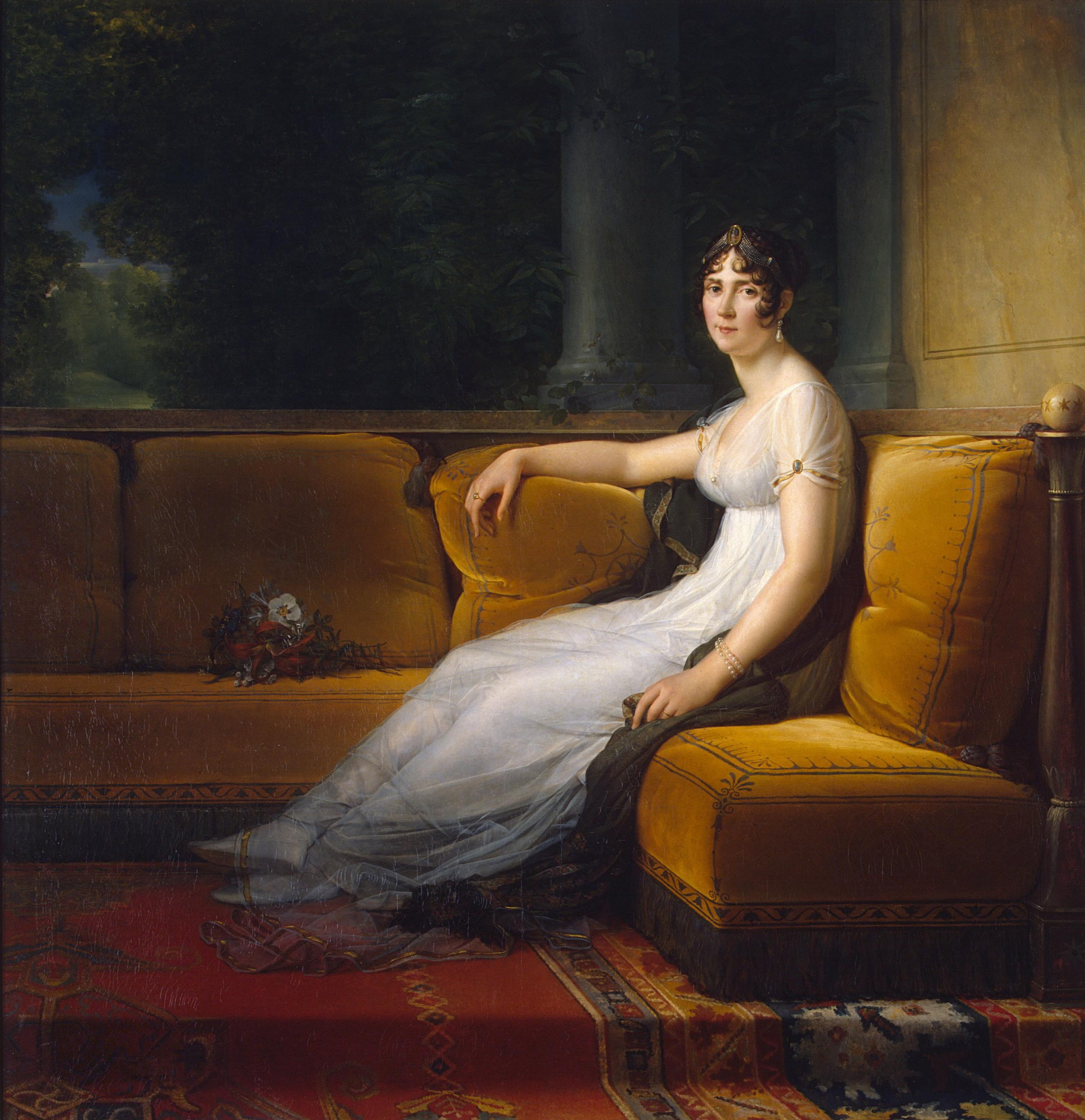
Joséphine de Beauharnais
(Gemälde von François Gérard) 1801

Joséphine de Beauharnais lernte General Napoleon Bonaparte kennen, den sie am 9. März 1796 heiratete. Zu dieser Ehe entschloss sie sich auf Drängen ihres Freundes Paul de Barras. Napoleon war leidenschaftlich in die sechs Jahre ältere Joséphine verliebt. Ihr – und den Beziehungen, die sie zu ranghohen Politikern der Republik unterhielt – ist es teilweise zu verdanken, dass Napoleon Kommandierender General der Italienarmee wurde.
Tatsächlich erwies sie sich durch ihre Kontakte zu Vertretern des Ancien Régime, der Revolution sowie zu Mitgliedern des Direktoriums als wertvolle Unterstützung bei Napoleons Staatsstreich des 18. Brumaire (9. November 1799).
Aufgrund ihres Lebenslaufes, der Elemente der alten Aristokratie mit denen der Revolution vereinte, verschaffte sie ihrem Mann eine gesellschaftliche Akzeptanz, die er aufgrund seiner Herkunft und Laufbahn aus eigener Kraft nicht hätte erreichen können. Napoleon profitierte vom gesellschaftlichen Status seiner Frau. Er beglich jedoch zunächst nur einen Teil ihrer Schulden. Deren komplette Tilgung übernahm er erst, als er zum Kaiser gekrönt werden sollte. Joséphine wirkte über die Konsulatszeit hinaus nicht aktiv auf die Politik ihres Mannes ein. Napoleon krönte sie 1804 in der Kirche Notre-Dame in Paris zur Kaiserin, sehr zum Unwillen seiner Familie, besonders seiner Mutter Laetitia, die der Zeremonie fernblieb.

#### Thronfolgeproblem (1804–1809)
Als deutlich wurde, dass Joséphine dem Kaiser keine Kinder gebären würde, willigte sie in die Scheidung ein. Am 15. Dezember 1809 hatte der Kaiser zu einem Empfang geladen, wo er seine Scheidung bekannt gab – Joséphine fiel daraufhin in Ohnmacht. Die Scheidung vom 10. Januar 1810 war die erste, die unter dem Code civil ausgesprochen wurde.
Zu Thronfolgeproblem und Scheidung → Heirat Napoléons I. mit Marie-Louise

### Leben nach der Scheidung (1809–1814)

Joséphines Grabmal

Joséphine zog sich mit dem Titel und der Hofhaltung einer Kaiserin nach Schloss Malmaison in Rueil-Malmaison bei Paris zurück, das sie 1799 gekauft hatte. Dort verbrachte sie ihre letzten Lebensjahre.
Nach dem militärischen Zusammenbruch des Kaiserreichs und der erzwungenen Abdankung Napoleons am 6. April 1814 empfing Joséphine, um mögliche Härten abzumildern, Gegner Napoleons, wie etwa den russischen Zaren Alexander I. Sie starb am 29. Mai 1814 in Malmaison eines natürlichen, aber qualvollen Todes. Die Ursachen ihres Todes waren eine vereiterte Kehlkopfentzündung, eine geschwollene Luftröhre und starke Lungenblutungen. Sie wurde in der Kirche Saint-Pierre-Saint-Paul im Stadtzentrum von Rueil-Malmaison bei Paris bestattet. Das Grab ihrer Tochter Hortense befindet sich ebenfalls dort.

## Joséphine de Beauharnais und die Sklaverei

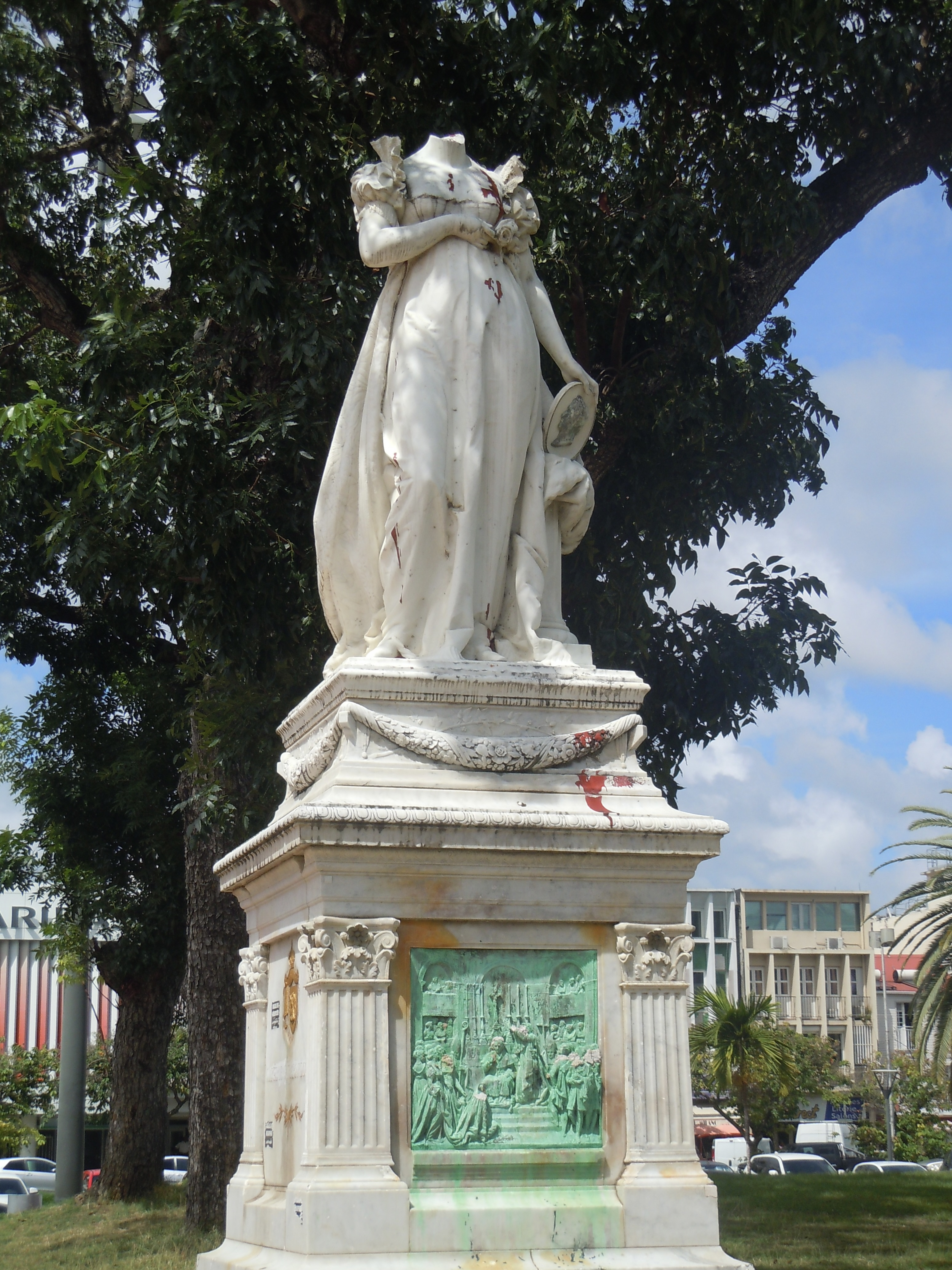
Denkmal von 1893 in Fort-de-France auf der Insel Martinique (Foto 1998)

Die Sklaverei in den französischen Kolonien wurde 1794, kurz nach der Ausrufung der ersten französischen Republik 1792, aufgehoben, im Sinne der Ideale der Revolution. Die Auswirkungen der zeitweiligen Abschaffung der Sklaverei hielten sich jedoch – abgesehen vom heutigen Haiti – eher in Grenzen, da es den lokalen Eliten gelang, auf Zeit zu spielen und die Umsetzung der Dekrete aus Paris zu verzögern. Joséphine bewog Napoleon jedoch, die Sklaverei 1802 wieder einzuführen, da die Zuckerrohrplantage ihrer Eltern auf Martinique ihrer Ansicht nach ohne Sklaven nicht gewinnbringend betrieben werden konnte. Erst am 22. Mai 1848 – nach Ausrufung der zweiten französischen Republik – wurde auf Betreiben von Victor Schœlcher die Sklaverei in Frankreich und allen seinen Kolonien endgültig abgeschafft.
Auf dem Zentralplatz „la savane“ in Fort-de-France auf Martinique wurde Mitte des 19. Jahrhunderts eine Statue von Joséphine errichtet. Wegen der Haltung Joséphines zur Sklaverei wurde 1991 ein Anschlag auf das Museum verübt, bei dem ein Teil der Gebäude niederbrannte. Die Statue wurde geköpft und der Hals mit roter Farbe übergossen. Auf dem Sockel wurde die kreolische Inschrift „respe ba Matink/respe ba 22 me“ („Respekt für Martinique/Respekt für den 22. Mai“, also das Datum des Sklavenaufstandes) angebracht. Nach der Reparatur durch den französischen Staat kam der Kopf erneut abhanden. 2020 wurde die Statue vom Sockel geworfen, nachdem mehrere Anträge, sie zu entfernen, erfolglos geblieben waren.

## Abstammung
|                                                   |                                                   |                                                   |                                                   |                                                   |                                                   |                                  |                                  | François de Beauharnais (Gouverneur von Martinique) | François de Beauharnais (Gouverneur von Martinique) | François de Beauharnais (Gouverneur von Martinique) | François de Beauharnais (Gouverneur von Martinique) | François de Beauharnais (Gouverneur von Martinique) | François de Beauharnais (Gouverneur von Martinique) |                                         |                                         | Marie Anne Henriette Francoise Pyvart de Chastullé                   | Marie Anne Henriette Francoise Pyvart de Chastullé                   | Marie Anne Henriette Francoise Pyvart de Chastullé                   | Marie Anne Henriette Francoise Pyvart de Chastullé                   | Marie Anne Henriette Francoise Pyvart de Chastullé                   | Marie Anne Henriette Francoise Pyvart de Chastullé                   |                                          |                                          | Joseph-Gaspard de Tascher de La Pagerie (Marineoffizier) | Joseph-Gaspard de Tascher de La Pagerie (Marineoffizier) | Joseph-Gaspard de Tascher de La Pagerie (Marineoffizier) | Joseph-Gaspard de Tascher de La Pagerie (Marineoffizier) | Joseph-Gaspard de Tascher de La Pagerie (Marineoffizier) | Joseph-Gaspard de Tascher de La Pagerie (Marineoffizier) |                          |                          | Rose Claire des Vergers de Sannois                     | Rose Claire des Vergers de Sannois                     | Rose Claire des Vergers de Sannois                     | Rose Claire des Vergers de Sannois                     | Rose Claire des Vergers de Sannois                     | Rose Claire des Vergers de Sannois                     |                                 |                                 | Carlo Buonaparte                     | Carlo Buonaparte                     | Carlo Buonaparte                     | Carlo Buonaparte                     | Carlo Buonaparte                     | Carlo Buonaparte                     |  |  | Letizia Ramolino           | Letizia Ramolino           | Letizia Ramolino           | Letizia Ramolino           | Letizia Ramolino           | Letizia Ramolino           |
|                                                   |                                                   |                                                   |                                                   |                                                   |                                                   |                                  |                                  | François de Beauharnais (Gouverneur von Martinique) | François de Beauharnais (Gouverneur von Martinique) | François de Beauharnais (Gouverneur von Martinique) | François de Beauharnais (Gouverneur von Martinique) | François de Beauharnais (Gouverneur von Martinique) | François de Beauharnais (Gouverneur von Martinique) |                                         |                                         | Marie Anne Henriette Francoise Pyvart de Chastullé                   | Marie Anne Henriette Francoise Pyvart de Chastullé                   | Marie Anne Henriette Francoise Pyvart de Chastullé                   | Marie Anne Henriette Francoise Pyvart de Chastullé                   | Marie Anne Henriette Francoise Pyvart de Chastullé                   | Marie Anne Henriette Francoise Pyvart de Chastullé                   |                                          |                                          | Joseph-Gaspard de Tascher de La Pagerie (Marineoffizier) | Joseph-Gaspard de Tascher de La Pagerie (Marineoffizier) | Joseph-Gaspard de Tascher de La Pagerie (Marineoffizier) | Joseph-Gaspard de Tascher de La Pagerie (Marineoffizier) | Joseph-Gaspard de Tascher de La Pagerie (Marineoffizier) | Joseph-Gaspard de Tascher de La Pagerie (Marineoffizier) |                          |                          | Rose Claire des Vergers de Sannois                     | Rose Claire des Vergers de Sannois                     | Rose Claire des Vergers de Sannois                     | Rose Claire des Vergers de Sannois                     | Rose Claire des Vergers de Sannois                     | Rose Claire des Vergers de Sannois                     |                                 |                                 | Carlo Buonaparte                     | Carlo Buonaparte                     | Carlo Buonaparte                     | Carlo Buonaparte                     | Carlo Buonaparte                     | Carlo Buonaparte                     |  |  | Letizia Ramolino           | Letizia Ramolino           | Letizia Ramolino           | Letizia Ramolino           | Letizia Ramolino           | Letizia Ramolino           |
|                                                   |                                                   |                                                   |                                                   |                                                   |                                                   |                                  |                                  |                                                     |                                                     |                                                     |                                                     |                                                     |                                                     |                                         |                                         |                                                                      |                                                                      |                                                                      |                                                                      |                                                                      |                                                                      |                                          |                                          |                                                          |                                                          |                                                          |                                                          |                                                          |                                                          |                          |                          |                                                        |                                                        |                                                        |                                                        |                                                        |                                                        |                                 |                                 |                                      |                                      |                                      |                                      |                                      |                                      |  |  |                            |                            |                            |                            |                            |                            |
|                                                   |                                                   |                                                   |                                                   |                                                   |                                                   |                                  |                                  |                                                     |                                                     |                                                     |                                                     |                                                     |                                                     |                                         |                                         |                                                                      |                                                                      |                                                                      |                                                                      |                                                                      |                                                                      |                                          |                                          |                                                          |                                                          |                                                          |                                                          |                                                          |                                                          |                          |                          |                                                        |                                                        |                                                        |                                                        |                                                        |                                                        |                                 |                                 |                                      |                                      |                                      |                                      |                                      |                                      |  |  |                            |                            |                            |                            |                            |                            |
|                                                   |                                                   |                                                   |                                                   | Maximilian I. (König von Bayern)                  | Maximilian I. (König von Bayern)                  | Maximilian I. (König von Bayern) | Maximilian I. (König von Bayern) | Maximilian I. (König von Bayern)                    | Maximilian I. (König von Bayern)                    |                                                     |                                                     | Auguste Wilhelmine (Königin von Bayern)             | Auguste Wilhelmine (Königin von Bayern)             | Auguste Wilhelmine (Königin von Bayern) | Auguste Wilhelmine (Königin von Bayern) | Auguste Wilhelmine (Königin von Bayern)                              | Auguste Wilhelmine (Königin von Bayern)                              |                                                                      |                                                                      | Alexandre de Beauharnais (Armeeoffizier)                             | Alexandre de Beauharnais (Armeeoffizier)                             | Alexandre de Beauharnais (Armeeoffizier) | Alexandre de Beauharnais (Armeeoffizier) | Alexandre de Beauharnais (Armeeoffizier)                 | Alexandre de Beauharnais (Armeeoffizier)                 |                                                          |                                                          | Joséphine de Beauharnais                                 | Joséphine de Beauharnais                                 | Joséphine de Beauharnais | Joséphine de Beauharnais | Joséphine de Beauharnais                               | Joséphine de Beauharnais                               |                                                        |                                                        | Napoleon (Kaiser der Franzosen)                        | Napoleon (Kaiser der Franzosen)                        | Napoleon (Kaiser der Franzosen) | Napoleon (Kaiser der Franzosen) | Napoleon (Kaiser der Franzosen)      | Napoleon (Kaiser der Franzosen)      |                                      |                                      |                                      |                                      |  |  |                            |                            |                            |                            |                            |                            |
|                                                   |                                                   |                                                   |                                                   | Maximilian I. (König von Bayern)                  | Maximilian I. (König von Bayern)                  | Maximilian I. (König von Bayern) | Maximilian I. (König von Bayern) | Maximilian I. (König von Bayern)                    | Maximilian I. (König von Bayern)                    |                                                     |                                                     | Auguste Wilhelmine (Königin von Bayern)             | Auguste Wilhelmine (Königin von Bayern)             | Auguste Wilhelmine (Königin von Bayern) | Auguste Wilhelmine (Königin von Bayern) | Auguste Wilhelmine (Königin von Bayern)                              | Auguste Wilhelmine (Königin von Bayern)                              |                                                                      |                                                                      | Alexandre de Beauharnais (Armeeoffizier)                             | Alexandre de Beauharnais (Armeeoffizier)                             | Alexandre de Beauharnais (Armeeoffizier) | Alexandre de Beauharnais (Armeeoffizier) | Alexandre de Beauharnais (Armeeoffizier)                 | Alexandre de Beauharnais (Armeeoffizier)                 |                                                          |                                                          | Joséphine de Beauharnais                                 | Joséphine de Beauharnais                                 | Joséphine de Beauharnais | Joséphine de Beauharnais | Joséphine de Beauharnais                               | Joséphine de Beauharnais                               |                                                        |                                                        | Napoleon (Kaiser der Franzosen)                        | Napoleon (Kaiser der Franzosen)                        | Napoleon (Kaiser der Franzosen) | Napoleon (Kaiser der Franzosen) | Napoleon (Kaiser der Franzosen)      | Napoleon (Kaiser der Franzosen)      |                                      |                                      |                                      |                                      |  |  |                            |                            |                            |                            |                            |                            |
|                                                   |                                                   |                                                   |                                                   |                                                   |                                                   |                                  |                                  |                                                     |                                                     |                                                     |                                                     |                                                     |                                                     |                                         |                                         |                                                                      |                                                                      |                                                                      |                                                                      |                                                                      |                                                                      |                                          |                                          |                                                          |                                                          |                                                          |                                                          |                                                          |                                                          |                          |                          |                                                        |                                                        |                                                        |                                                        |                                                        |                                                        |                                 |                                 |                                      |                                      |                                      |                                      |                                      |                                      |  |  |                            |                            |                            |                            |                            |                            |
|                                                   |                                                   |                                                   |                                                   |                                                   |                                                   |                                  |                                  |                                                     |                                                     |                                                     |                                                     |                                                     |                                                     |                                         |                                         |                                                                      |                                                                      |                                                                      |                                                                      |                                                                      |                                                                      |                                          |                                          |                                                          |                                                          |                                                          |                                                          |                                                          |                                                          |                          |                          |                                                        |                                                        |                                                        |                                                        |                                                        |                                                        |                                 |                                 |                                      |                                      |                                      |                                      |                                      |                                      |  |  |                            |                            |                            |                            |                            |                            |
|                                                   |                                                   |                                                   |                                                   |                                                   |                                                   |                                  |                                  | Auguste von Bayern (Vizekönigin von Italien)        | Auguste von Bayern (Vizekönigin von Italien)        | Auguste von Bayern (Vizekönigin von Italien)        | Auguste von Bayern (Vizekönigin von Italien)        | Auguste von Bayern (Vizekönigin von Italien)        | Auguste von Bayern (Vizekönigin von Italien)        |                                         |                                         | Eugène de Beauharnais (Adoptivsohn Napoleons, Vizekönig von Italien) | Eugène de Beauharnais (Adoptivsohn Napoleons, Vizekönig von Italien) | Eugène de Beauharnais (Adoptivsohn Napoleons, Vizekönig von Italien) | Eugène de Beauharnais (Adoptivsohn Napoleons, Vizekönig von Italien) | Eugène de Beauharnais (Adoptivsohn Napoleons, Vizekönig von Italien) | Eugène de Beauharnais (Adoptivsohn Napoleons, Vizekönig von Italien) |                                          |                                          |                                                          |                                                          |                                                          |                                                          |                                                          |                                                          |                          |                          | Hortense de Beauharnais (Königin von Holland)          | Hortense de Beauharnais (Königin von Holland)          | Hortense de Beauharnais (Königin von Holland)          | Hortense de Beauharnais (Königin von Holland)          | Hortense de Beauharnais (Königin von Holland)          | Hortense de Beauharnais (Königin von Holland)          |                                 |                                 | Louis Bonaparte (König von Holland)  | Louis Bonaparte (König von Holland)  | Louis Bonaparte (König von Holland)  | Louis Bonaparte (König von Holland)  | Louis Bonaparte (König von Holland)  | Louis Bonaparte (König von Holland)  |  |  |                            |                            |                            |                            |                            |                            |
|                                                   |                                                   |                                                   |                                                   |                                                   |                                                   |                                  |                                  | Auguste von Bayern (Vizekönigin von Italien)        | Auguste von Bayern (Vizekönigin von Italien)        | Auguste von Bayern (Vizekönigin von Italien)        | Auguste von Bayern (Vizekönigin von Italien)        | Auguste von Bayern (Vizekönigin von Italien)        | Auguste von Bayern (Vizekönigin von Italien)        |                                         |                                         | Eugène de Beauharnais (Adoptivsohn Napoleons, Vizekönig von Italien) | Eugène de Beauharnais (Adoptivsohn Napoleons, Vizekönig von Italien) | Eugène de Beauharnais (Adoptivsohn Napoleons, Vizekönig von Italien) | Eugène de Beauharnais (Adoptivsohn Napoleons, Vizekönig von Italien) | Eugène de Beauharnais (Adoptivsohn Napoleons, Vizekönig von Italien) | Eugène de Beauharnais (Adoptivsohn Napoleons, Vizekönig von Italien) |                                          |                                          |                                                          |                                                          |                                                          |                                                          |                                                          |                                                          |                          |                          | Hortense de Beauharnais (Königin von Holland)          | Hortense de Beauharnais (Königin von Holland)          | Hortense de Beauharnais (Königin von Holland)          | Hortense de Beauharnais (Königin von Holland)          | Hortense de Beauharnais (Königin von Holland)          | Hortense de Beauharnais (Königin von Holland)          |                                 |                                 | Louis Bonaparte (König von Holland)  | Louis Bonaparte (König von Holland)  | Louis Bonaparte (König von Holland)  | Louis Bonaparte (König von Holland)  | Louis Bonaparte (König von Holland)  | Louis Bonaparte (König von Holland)  |  |  |                            |                            |                            |                            |                            |                            |
|                                                   |                                                   |                                                   |                                                   |                                                   |                                                   |                                  |                                  |                                                     |                                                     |                                                     |                                                     |                                                     |                                                     |                                         |                                         |                                                                      |                                                                      |                                                                      |                                                                      |                                                                      |                                                                      |                                          |                                          |                                                          |                                                          |                                                          |                                                          |                                                          |                                                          |                          |                          |                                                        |                                                        |                                                        |                                                        |                                                        |                                                        |                                 |                                 |                                      |                                      |                                      |                                      |                                      |                                      |  |  |                            |                            |                            |                            |                            |                            |
|                                                   |                                                   |                                                   |                                                   |                                                   |                                                   |                                  |                                  |                                                     |                                                     |                                                     |                                                     |                                                     |                                                     |                                         |                                         |                                                                      |                                                                      |                                                                      |                                                                      |                                                                      |                                                                      |                                          |                                          |                                                          |                                                          |                                                          |                                                          |                                                          |                                                          |                          |                          |                                                        |                                                        |                                                        |                                                        |                                                        |                                                        |                                 |                                 |                                      |                                      |                                      |                                      |                                      |                                      |  |  |                            |                            |                            |                            |                            |                            |
| Josephine von Leuchtenberg (Königin von Schweden) | Josephine von Leuchtenberg (Königin von Schweden) | Josephine von Leuchtenberg (Königin von Schweden) | Josephine von Leuchtenberg (Königin von Schweden) | Josephine von Leuchtenberg (Königin von Schweden) | Josephine von Leuchtenberg (Königin von Schweden) |                                  |                                  | Eugénie Fürstin von Hohenzollern-Hechingen          | Eugénie Fürstin von Hohenzollern-Hechingen          | Eugénie Fürstin von Hohenzollern-Hechingen          | Eugénie Fürstin von Hohenzollern-Hechingen          | Eugénie Fürstin von Hohenzollern-Hechingen          | Eugénie Fürstin von Hohenzollern-Hechingen          |                                         |                                         | Auguste de Beauharnais Prinzgemahl von Portugal                      | Auguste de Beauharnais Prinzgemahl von Portugal                      | Auguste de Beauharnais Prinzgemahl von Portugal                      | Auguste de Beauharnais Prinzgemahl von Portugal                      | Auguste de Beauharnais Prinzgemahl von Portugal                      | Auguste de Beauharnais Prinzgemahl von Portugal                      |                                          |                                          | Amélie von Leuchtenberg Kaiserin von Brasilien           | Amélie von Leuchtenberg Kaiserin von Brasilien           | Amélie von Leuchtenberg Kaiserin von Brasilien           | Amélie von Leuchtenberg Kaiserin von Brasilien           | Amélie von Leuchtenberg Kaiserin von Brasilien           | Amélie von Leuchtenberg Kaiserin von Brasilien           |                          |                          | Napoléon Louis Bonaparte Großherzog von Kleve und Berg | Napoléon Louis Bonaparte Großherzog von Kleve und Berg | Napoléon Louis Bonaparte Großherzog von Kleve und Berg | Napoléon Louis Bonaparte Großherzog von Kleve und Berg | Napoléon Louis Bonaparte Großherzog von Kleve und Berg | Napoléon Louis Bonaparte Großherzog von Kleve und Berg |                                 |                                 | Napoleon III. (Kaiser der Franzosen) | Napoleon III. (Kaiser der Franzosen) | Napoleon III. (Kaiser der Franzosen) | Napoleon III. (Kaiser der Franzosen) | Napoleon III. (Kaiser der Franzosen) | Napoleon III. (Kaiser der Franzosen) |  |  | Napoléon Charles Bonaparte | Napoléon Charles Bonaparte | Napoléon Charles Bonaparte | Napoléon Charles Bonaparte | Napoléon Charles Bonaparte | Napoléon Charles Bonaparte |

## Ehrungen
Nach der Kaiserin sind benannt die Pflanzengattungen Josephinia Vent. aus der Familie der Sesamgewächse (Pedaliaceae) mit der Art Josephinia imperatricis und Lapageria Ruiz & Pav. aus der Familie der Philesiaceae. Der wissenschaftliche Name Podoa josephina Bonaparte, 1857 wird heute als Synonym zur Binsenralle (Podica senegalensis (Vieillot, 1817)) betrachtet.